# Швидкий, Алексей Порфирьевич
Алексей Порфирьевич Швидкий (1925—2013) — машинист экскаватора, Герой Социалистического Труда (1980).

## Биография
Алексей Швидкий родился 5 августа 1925 года в селе Отрада (ныне — Краснокутский район Харьковской области Украины). После окончания семи классов школы работал прицепщиком. В начале Великой Отечественной войны занимался эвакуацией скота, оказался в плену и до освобождения находился в концентрационном лагере. В 1945 году Швидкий был призван на службу в Рабоче-крестьянскую Красную Армию, в 1950 году был демобилизован.
Демобилизовавшись, переехал в Чкаловскую (ныне — Оренбургскую) область. Первоначально работал на различных стройках. С 1953 года Швидкий занимал должность машиниста экскаватора Киембаевского асбестового горно-обогатительного комбината в городе Ясный. Работая на экскаваторе «ЭКГ-8», постоянно выполнял задания на 125—130 %, в результате чего в 1979 году первым среди работником комбината выполнил годовой план. Активно занимался обучением молодых специалистов.
Указом Президиума Верховного Совета СССР от 4 февраля 1980 года за «выдающиеся производственные успехи, достигнутые при сооружении первой очереди Киембаевского асбестового горно-обогатительного комбината» Алексей Швидкий был удостоен звания Героя Социалистического Труда с вручением ордена Ленина и медали «Серп и Молот».
Скончался 8 ноября 2013 года.
Был также награждён орденом Трудового Красного Знамени и рядом медалей.